# Лащенко Галина Ростиславівна
Лащенко Гали́на Ростисла́вівна (17 листопада 1911, Київ — 10 листопада 1999, Нью-Йорк (США)) — українська письменниця, громадська діячка, сестра громадського діяча Олега Лащенка, донька правознавця, професора Ростислава Лащенка, онука громадсько-культурного діяча Митрофана Лащенка.

## З біографії
В 1920 році емігрувала з батьками до Польщі, згодом до Чехословаччини (1921), закінчила гімназію у Празі, потім студіювала філологію в Українському високому педагогічному інституті у Празі. У 1936 р. захистила дисертацію. Займалася літературною працею та громадською роботою. Брала уроки літератури у О. Олеся. Була близько знайома з О. Телігою.
Після Другої світової війни емігрувала до США, була членом головної управи громадсько-допомогової жіночої організації Український Золотий Хрест.

## Творчість
До творчого доробку письменниці належать: збірка оповідань «Діти» (Краків, 1943), спогади про О. Олеся та його родину «Олесь і його син», «Ще трохи України: фрагмент зі споминів про Олега Кандибу-Ольжича», спогади «Перша зустріч з Оленою Телігою», літературні портрети В. Кандиби, А. Лисянської, О. Лятуринської, М. Радиша, О. Теліги та ін.